# Cerastium vulcanicum
Cerastium vulcanicum là loài thực vật có hoa thuộc họ Cẩm chướng. Loài này được Schltdl. mô tả khoa học đầu tiên năm 1838.